# Malcolm McGregor
Pour les articles homonymes, voir McGregor.
Malcolm McGregor (parfois crédité Malcolm MacGregor) est un acteur américain, né le 13 octobre 1892 à Newark (New Jersey), mort accidentellement le 29 avril 1945 à Los Angeles — Quartier d'Hollywood (Californie).

## Biographie

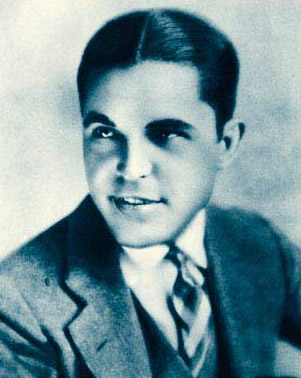
En 1924

Malcolm McGregor est surtout actif au cinéma durant la période du muet, contribuant alors à quarante-deux films américains. Le premier, l'un de ses plus connus, est Le Prisonnier de Zenda de Rex Ingram, sorti en 1922 (version avec Lewis Stone et Alice Terry), où il personnifie Fritz von Tarlenheim. Le dernier est Passion sous les tropiques d'Elmer Clifton (avec Patsy Ruth Miller et Russell Simpson), sorti en 1928.
Dans l'intervalle, mentionnons The Circle de Frank Borzage (avec Eleanor Boardman) et Lady of the Night de Monta Bell (avec Norma Shearer), tous deux sortis en 1925, ainsi que Monsieur de la Mer de Michael Curtiz (1927, avec Dolores Costello et Warner Oland). Signalons aussi La Force du sang d'Irvin Willat (1923, avec Billie Dove et Lon Chaney), où il interprète Joel Shore (rôle repris par Ramón Novarro dans le remake de 1928, puis par Robert Taylor dans le remake de 1953).
Après deux premiers films partiellement parlants sortis en 1929, Malcolm McGregor n'apparaît que dans onze autres films, dont quatre où il a des petits rôles non crédités (comme La Malle de Singapour de Tay Garnett en 1935, avec Clark Gable et Jean Harlow). Il se retire définitivement après quatre derniers films sortis en 1936 (dont I'll Name the Murderer (en) de Bernard B. Ray, avec Ralph Forbes). Entretemps, il joue notamment dans le serial L'Ombre qui tue (en) de Colbert Clark et Albert Herman (1933), avec Béla Lugosi.
Il meurt prématurément à son domicile en 1945, dans l'incendie de son lit provoqué par une cigarette.

## Filmographie partielle
- 1922 : Le Prisonnier de Zenda (The Prisoner of Zenda) de Rex Ingram
- 1922 : La Chaîne brisée (Broken Chains) d'Allen Holubar
- 1923 : Épaves humaines (You Can't Get Away with It) de Rowland V. Lee
- 1923 : La Force du sang (All the Brothers Were Valiant) d'Irvin Willat
- 1923 : Can a Woman Love Twice ? de James W. Horne
- 1923 : The Untameable d'Herbert Blaché
- 1923 : The Social Code d'Oscar Apfel
- 1923 : A Noise in Newboro d'Harry Beaumont
- 1924 : The Bedroom Window de William C. de Mille
- 1924 : The House of Youth de Ralph Ince
- 1924 : Idle Tongues de Lambert Hillyer
- 1925 : The Happy Warrior de J. Stuart Blackton
- 1925 : Alias Mary Flynn de Ralph Ince
- 1925 : Voulez-vous m'épouser ? (Headlines) d'Edward H. Griffith
- 1925 : The Circle de Frank Borzage
- 1925 : La Femme de quarante ans (Smouldering Fires) de Clarence Brown
- 1925 : La Dame de la nuit (Lady of the Night) de Monta Bell
- 1925 : Le Sultan blanc (Infatuation) d'Irving Cummings
- 1925 : La Race qui meurt (The Vanishing American)  de George B. Seitz
- 1926 : It Must Be Love d'Alfred E. Green
- 1926 : Don Juan's Three Nights de John Francis Dillon
- 1926 : Money to Burn de Walter Lang
- 1926 : The Gay Deceiver de John M. Stahl

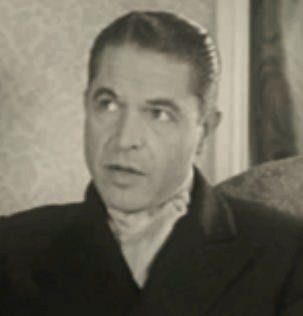
Dans I'll Name the Murderer (1936)

- 1927 : The Price of Honor d'Edward H. Griffith
- 1927 : Le Cabaret rouge (The Ladybird) de Walter Lang
- 1927 : Matinee Ladies de Byron Haskin
- 1927 : Monsieur de la Mer (A Million Bid) de Michael Curtiz
- 1927 : The Kid Sister de Ralph Graves
- 1928 : L'honneur commande (Freedom of the Press) de George Melford
- 1928 : Buck Privates de Melville W. Brown
- 1928 : The Port of Missing Girls d'Irving Cummings
- 1928 : Passion sous les tropiques (Tropical Nights) d'Elmer Clifton
- 1929 : Girl on the Barge d'Edward Sloman
- 1930 : Murder Will Out de Clarence G. Badger
- 1933 : L'Ombre qui tue (The Whispering Shadow) de Colbert Clark et Albert Herman (serial)
- 1935 : Happiness C.O.D. de Charles Lamont
- 1935 : La Malle de Singapour (China Seas) de Tay Garnett
- 1936 : I'll Name the Murderer (en) de Bernard B. Ray
- 1936 : Undersea Kingdom (en) de B. Reeves Eason et Joseph Kane (serial)